# 神奈川県方言
神奈川県方言（かながわけんほうげん）は、神奈川県で用いられる日本語の方言の総称である。西関東方言の一種で、旧相模国のものは相州弁（そうしゅうべん）、ほか地域ごとに「横浜弁」「秦野弁」「湘南弁」など様々に称される。多摩弁や郡内弁に近い地域もあり、全県域に渡る用法は見られない。

## 概要
神奈川県方言は群馬弁、埼玉弁、多摩弁などとともに西関東方言を形成する。音韻、アクセント、文法、語彙でほかの西関東方言と共通点が多く、東京方言にも近似して「神奈川ならではの方言」は見出しにくい。東京方言のほかに、足柄などは静岡県東部の伊豆弁や静岡弁、旧津久井郡西部は山梨県東部の郡内弁、東京都多摩地区に隣接する地域は多摩弁と共通点が見られる。
現在は共通語の影響を強く受けて伝統的な方言が衰退し、首都圏方言が主流で方言の使用頻度は低下しており、川崎市、旧相模原市、横浜市など東京通勤圏内で顕著である。

## 県内の地域差

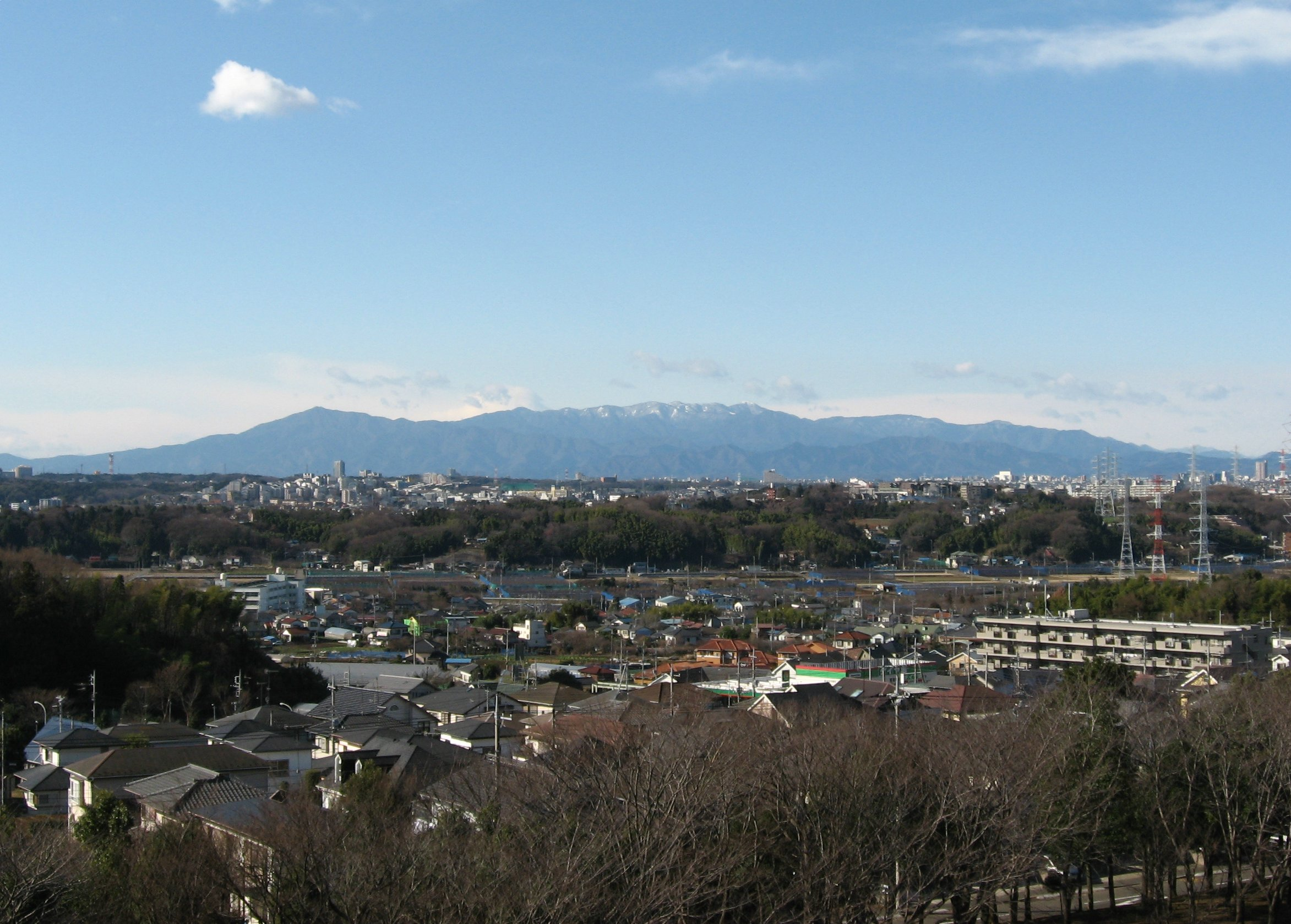
神奈川弁を南北に隔てる丹沢山地

県内全域で近似点が見られ、音韻やアクセントはほとんど共通しているが、文法や語彙で方言対立が認められる。最大の対立は丹沢山地を挟んだ南北で、次に大きい場所は相模川を挟んだ東西である。平塚市と茅ヶ崎市など相模川河口付近は東海道で対岸が強く結ばれ、川を挟んでも差異はほとんど見られない。南北・東西の違いのほかに相模湾沿岸部の湘南地域、三浦半島、足柄地域の足柄上郡と足柄下郡でそれぞれ特色が見られ、旧武蔵国や武蔵七党の支配を受けた地域は東京方言や多摩弁と共通点も強い。

### 旧相模国地域の方言区画
1961年に日野資純が発表した鎌倉市を除く旧相模国地域の方言区画を記す。横浜市大部分と川崎市は、東京都区部とともに「東京・横浜方言」と括られており、横浜地方の方言について井上史雄は「横浜発祥と言い切れる方言はない」としている。
- 北部方言 - 津久井郡、愛甲郡（宮ヶ瀬以北）
- 南部方言
  - 相模川東部方言
    - 相模原市、大和市、高座郡、横浜市戸塚区西部
    - 三浦半島（三浦郡の一部、横須賀市、三浦市）

  - 相模川西部方言
    - 愛甲郡（煤ヶ谷以南）、厚木市、秦野市、平塚市、中郡
    - 足柄上郡、足柄下郡、小田原市

  - 相模湾沿岸部方言 - 藤沢市、茅ヶ崎市、鎌倉市、逗子市、三浦半島相模湾部など

## 特徴
発音・文法ともに西関東方言の典型であるが、一部に珍しいものが存在する。

### 発音
- 母音の「アイ」が「エー」と変化する母音融合が激しい。（例）舞台→ブテー、期待する→キテーする、お前→オメー
  - 足柄や津久井では「ャア」と変化することがある。静岡県および山梨県の方言と共通する特徴である。（例）蛙→キャアル
- 語中カ行音が有声化することがある。（例）行くだんべー→いグだんべー
- ラ行音の撥音化が盛ん。（例）分からない→わかンねー、有るから→あンから
- 相模湾沿岸で「いぇ」「しぇ」と珍しい音韻が使われることがある。
- 三浦半島で「じぇ」と珍しい音韻が使われることがある。

### アクセント
全県で東京と同じ中輪型東京式アクセントであるが、相模川以西の県西部では共通語と異なるアクセントの単語もある。例えば「カボチャ」は共通語では平板型アクセントであり、「キノコ」や3拍名詞第5類に属する「朝日」「涙」「枕」「眼鏡」は共通語では頭高型アクセントであるが、県西部ではいずれも中高型に発音されることがある。また、共通語では起伏型になるものが、平板型に変化する例が若干みられる。これは昨今の首都圏方言にも見られる傾向である。
- 特殊な平板型
  - 「お客様」おきゃくさま→おきゃくさま
  - 「業者」ぎょうしゃ→ぎょうしゃ
  - 「生徒」せいと→せいと
  - 「授業」じゅぎょう→じゅぎょう
  - 「卵」たまご→たまご
  - 「図書館」としょかん→としょかん

「由比ヶ浜（ゆいがはま）」「三崎（みさき）」など、地名アクセントに共通語と異なるものが見られる。

### 文法
- 関東方言の特徴である「べ」「だ（ん）べ」が神奈川でも多用される。藤沢市出身であるSMAPの中居正広が、よく語尾に付けていることでも知られる。ただし、他の関東方言の様に語尾が長音にならない。湘南地区に多いのが、語尾「べ」に更に下記「よ」が付いた語尾である「～べよ」をよく使用する。（例）横浜「さっきから、そう言ってるじゃん」に対し、湘南「さっきから、そう言ってんべよ」等。
  - 形容詞活用語に「べ」を付ける際には「かんべぇ」と言うことがある。（例）休みたかんべぇ（意：休みたいだろう）
  - 秦野市などで「べ」「だべ」を「え」「だえ」と言うことがある。
- 文末詞「ねー」「さー」「よー」を多用する。「ね」「さ」「よ」の多用は東京方言を含む西関東方言に共通の特徴であるが、東京と比べて、独特のイントネーションとともに伸ばして使うのが特徴的である。
  - 荒っぽい言葉と捉えられることがあり、1960年代には鎌倉市立腰越小学校を中心にこれらの文末詞を使わないように呼びかける「ネサヨ運動」が展開されたことがある。
  - 文末詞「よー」は、文末詞「じぇん」「だだ」などの後に続き、「じぇんよー」「だだよー」となることがある。 などの後に続き、「じぇんよ「だだよー」ー」となることがある。
- 主にネガティブな文脈で、文末詞「えー」を多用する。（例）やっちまったえー、けぇったりぃやえー
- 強意の断定の文脈で、文末詞「だだ」を使用することがある。（例）一時間ぐれえだだ（意：一時間ぐらいなんだよ）
- 東京と比べて、敬語をあまり使わない。これも東京方言を除く関東方言に共通の特徴であるが、日野資純は「同県人に対しても県外の人に対しても分けへだてをせず、早く親しみを以て交わりを結んでゆくという、大らかな気持ちから出ていることであろうと思う。」「いかにも神奈川県人らしい、包容力の大きさといったものが感ぜられて、好ましいとさえ思うこともある。」と述べている[5]。
- 「……ください」を、丹沢以北では「・・・くんろ」、丹沢以南では「・・・けーろ、けんろ」または「・・・くんな」と言う。湘南では「・・・せぇ、さっせぇ、らっせぇ」とも言い、これは伊豆半島沿岸部と共通する表現である。
- 相模川以西では疑問の終助詞を「けー」と言うことがある。
- 逆接の接続助詞「けど」を「けんど」と言うことがある。
- 足柄や津久井の一部で推量の助動詞「ずら」を使うことがある。静岡県や山梨県と共通する表現。（例）そうずら
- 相模川以西では副助詞「ばかり」を「べー」と言うことがある。（例）酒べー飲んじゃダメだべー
- 人に物を示す際、威勢良く名詞を繰り返して言うことが多い。「だ」は繰り返さないのが特徴的である。（例）「この魚は何なの?」「あー、サバだ、サバ」
- 「○○を知っているか」と問われた際、共通語では一般に「知らない」と返すが、神奈川県民は「知っているか」の形式そのままに「知ってねー」と返すことが多いという。

### じゃん（か）
神奈川県、特に横浜市の方言（横浜弁）では、「そうじゃん（か）」の様な終助詞「じゃん（か）」が挙げられる。神奈川県内で「じゃん（か）」が盛んに使われる様になるのは、戦後の高度経済成長期の昭和時代からで、移入した新しい方言である。「じゃん（か）」の語源については、「そうじゃ、あんか（＝そんなことがあるか）」から転じたとする説や、「そんなことあんか（＝そんなことあるのか）」と「そうじゃねーか」が混交して成立したとする説などがある。しかし、「じゃん（か）」は横浜発祥の表現では無い。元々は愛知県三河地方・静岡県方面から東海道、もしくは山梨県方面から甲州街道や絹の道を経由して伝わったとする説が有力である。三浦半島の一部では「じぇー」「じぇん」と言うことがある。

## 語彙
秦野市付近の語彙を中心に記述。
- あんべぇ:【形】塩梅、塩加減など。「ちょうどいいあんべえ」など用いる。
- うっちゃる:【動】捨てる。
- うねう:【動】耕す。
- うんねっかる:【動】寄りかかる。
- おっぺがす:【動】はがす。
- おっぺす:【動】押す。
- つっとす：【動】突き刺す。
- こぐ：【動】抜く。
- かったりぃ:【形】面倒と疲れる、疲れた。不足や足らないこと。「けったりぃ」「けぇったりぃ」とも言う。
- かっぺらう:【動】盗み取る。
- かどっこ:【名】角。
- かんます:【動】かきまわす。
- きける:【動】載せる。
- せぇる：【動】言う。
- くっちゃべる:【動】しゃべる。
- けっさらう:【動】蹴り飛ばす。
- しゃっこい:【形】冷たい。
- すばしっけえ:【形】動きが機敏。
- のうのうさん:【名】仏様。
- ほかる:【動】捨てる。
- ぼこす:【動】ひどい目に合わす。
- ぼっこす:【動】ぶっ壊す。
- ゆんべ:【名】昨夜。
- よこっちょ:【名】横。
- よこはいり:【サ変名】割り込み。※注意書きの際にも書かれる所もある(もともとは中部地方の言葉)[10]。
- でーこ：【名】大根。（母音「アイ」が融合し「エー」になっている一例）
- Pパン:【名】ブルマー(女子の体操服)※横須賀市
- ヘランカ:【名】ブルマー※三浦市の一部

## 神奈川県方言の例
- 神奈川県の方言の模擬会話例[6]

「こんちは、おばさん、いられるかよ（＝いらっしゃいますか）」
「ああ、ちっと散歩に行ぐせえって（＝ちょっと散歩に行くと言って）、今さっき出たとこだけんどよー」
「じゃあ、これおばさんにさー、渡しといてよー」
「お茶でも飲んできなよー」
「ありがとう。でも、わりいからいいよー」
「そう言わねえで、ちっとぐれえ、いいじゃんかよー。そうこうすんうちにけえってくんべえよ（＝そうこうするうちに帰ってくるだろうよ）」
「じゃあ、お言葉に甘えて、そうさしてもらうべえかな（＝そうさせてもらおうかな）」

## 神奈川県方言を使う作品など
- 湘南爆走族 - 吉田聡の漫画。湘南地方の言葉が的確に表現されているが、時代とともに変わってきている部分もある。
- ヨコハマ買い出し紀行 - 芦名野ひとしの漫画。作者は横須賀出身。作中キャラの言葉に方言が見られる
- 47都道府犬 - 声優バラエティー SAY!YOU!SAY!ME!内で放映された短編アニメ。郷土の名産をモチーフにした犬たちが登場する。神奈川県は、焼売がモチーフの神奈川犬として登場し、『この差し色鮮やかなグリンピースを乗っけるじゃん!!』など話す。声優は、神奈川県出身の日笠陽子が担当している。
- 泣いてみりゃいいじゃん - 神奈川県出身の近藤真彦の曲
- 横浜西口振興協議会 - 横浜駅西口エリアのキャッチコピー「やっぱ、横浜西口じゃん。」
- フジサワ名店ビル - コロナ禍のキャッチコピー「自粛は闘いだべ」
- 落第忍者乱太郎 - 尼子騒兵衛の漫画。錫高野与四郎などの風魔忍者キャラクターが使う。
- レーシングラグーン - 横浜を始めとした神奈川県下が舞台。主要キャラクターの一人である山田健三が、語尾に“〜じゃんか”をつけて話す。
- デート〜恋とはどんなものかしら〜 - 横浜を舞台にしたフジテレビのテレビドラマ。島田兄妹が「〜べ」・「〜じゃんか」等を使用。
脚本担当の古沢良太は神奈川県厚木市出身。
- ピンポン - 藤沢市を舞台にした松本大洋の卓球漫画。「〜だべ」、「だべる」等を使用。

## 主な話者著名人
- 河野太郎（政治家）[11] - 平塚市出身
- 中居正広（タレント）[11] - 藤沢市出身